# Cerro Prieto, San Miguel Chicahua
Cerro Prieto är en ort i Mexiko.   Den ligger i kommunen San Miguel Chicahua och delstaten Oaxaca, i den sydöstra delen av landet, 280 km sydost om huvudstaden Mexico City. Cerro Prieto ligger 2 421 meter över havet och antalet invånare är 224.
Terrängen runt Cerro Prieto är kuperad, och sluttar österut. Runt Cerro Prieto är det glesbefolkat, med 20 invånare per kvadratkilometer. Närmaste större samhälle är El Fortín Alto, 5,6 km söder om Cerro Prieto. Trakten runt Cerro Prieto består i huvudsak av gräsmarker.